# Pinacoteca del Castello Sforzesco
La Pinacoteca è una sala di Castello Sforzesco di Milano.

## Storia
La raccolta della Pinacoteca nacque nel XIX secolo, quando Milano aveva già due importanti pinacoteche (l'Ambrosiana e Brera) e se ne andava formando una terza, il futuro Museo Poldi Pezzoli. Rispetto a queste altre realtà la pinacoteca di Castello Sforzesco nacque come museo cittadino per antonomasia, luogo di raccolta delle memorie illustri della città. Per questo quasi tutte le opere esposte provengono o da Milano o da collezioni artistiche di cittadini milanesi, come la celebre collezione Trivulzio, acquistata con una sottoscrizione cittadina nel 1935.
L'inaugurazione ufficiale, come Museo Artistico Municipale, si ebbe il 2 giugno 1878 nel salone dei Giardini Pubblici.  Le continue donazioni resero i locali non sufficienti e già nel 1892 fu fatto uno studio per spostare la raccolta nei locali del castello Sforzesco. Lo studio di Luca Beltrami permise che la pinacoteca venisse spostata poi nelle sale del castello nel Novecento La pinacoteca venne inaugurata i 10 maggio 1900.
Tra le donazioni di cittadini illustri, patrioti, studiosi e amatori si contano quelle di: Antonio Guasconi (1863-1865), i fratelli Attendolo Bolognini (1865), Malachia De Cristoforis (1876), Camillo Tanzi (1881) erede dell´imponente collezione di Marina Germani vedova Dell´Acqua, Francesco Ponti (1895), e altri. La collezione è inoltre stata continuamente arricchita da donazioni, depositi regionali e acquisti, come le opere di Canaletto e Bellotto tra il 1995 e il 1998. La mancanza di spazi fece inizialmente esporre le opere nei locali della Biblioteca Ambrosiana. Non vi era negli ultimi anni dell'Ottocento tra gli amministratori comunali e gli amministratori dei musei milanesi collaborazione. Per questo motivo vi fu una perdita di dipinti che Enrico Cernuschi vendette a Parigi nel 1900, portando Milano a perdere 200 opere d'arte.
L'ultimo allestimento (Mauro Natale, Laura Basso, Valter Palmieri), ha portato una chiusura della pinacoteca a decorrere dal 2003, fino alla nuova inaugurazione del 2005 che ha arricchito la galleria di opere di scultura, oreficeria e medaglistica.

## Percorso espositivo
La pinacoteca si trova su un'area al primo piano del Castello ed è composta da sette sale, numerate da XX a XXVI.

### Sala XX
La sala XX, un tempo chiamata "Sala dorata" è dedicata all'arte milanese alle corti dei Visconti e degli Sforza.
Opere presenti nella sala:

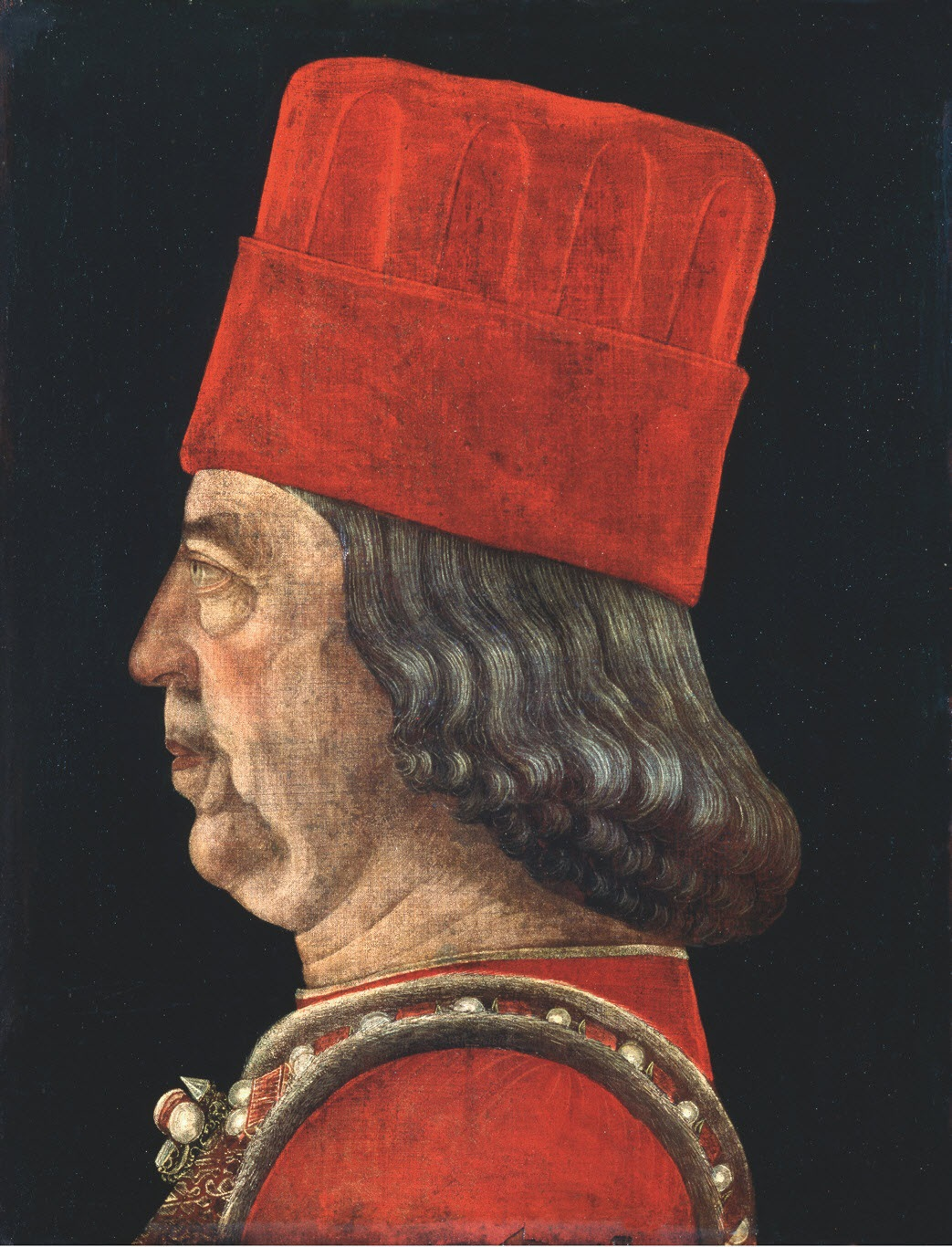
Ritratto di Borso d'Este, 1469-1471

- Michelino da Besozzo (ambito di), Madonna col Bambino e i santi Giovanni Battista e Pietro Martire, 1430 circa
- Benedetto Bembo, Polittico di Torchiara, 1462
- Pisanello, Medaglia di Filippo Maria Visconti, 1441
- Gianfrancesco Enzola detto il Parmense, Medaglia di Francesco I e Galeazzo Maria Sforza, 1459
- Filarete, Medaglia con autoritratto, 1460 circa
- Caradosso, Medaglia di Francesco I Sforza, 1488 circa
- Caradosso (attr.), Medaglia di Ludovico Sforza detto il Moro, 1488 circa
- Niccolò di Forzore Spinelli (attr.), Medaglia di Stefano Taverna, 1495-1497 circa
- Caradosso (attr.), Medaglia di Gian Giacomo Trivulzio, 1499
- Zanetto Bugatto (attr.), Ritratto di Galeazzo Maria Sforza, 1474-1476
- Pittore lombardo, Bona di Savoia presentata da una santa martire, 1471-72
- Baldassarre d'Este (ambito di), Ritratto di Borso d'Este, 1469-1471
- Giovanni Ambrogio Bevilacqua, Madonna col Bambino, 1495-1499
- Maestro di Trognano, Altare di Santa Maria del Monte a Velate, 1476-1491
- Maestro di Trognano, Adorazione dei pastori, dopo il 1481

### Sala XXI
La Sala XXI è dedicata all'età di Ludovico il Moro e della dominazione spagnola
Opere presenti nella sala:

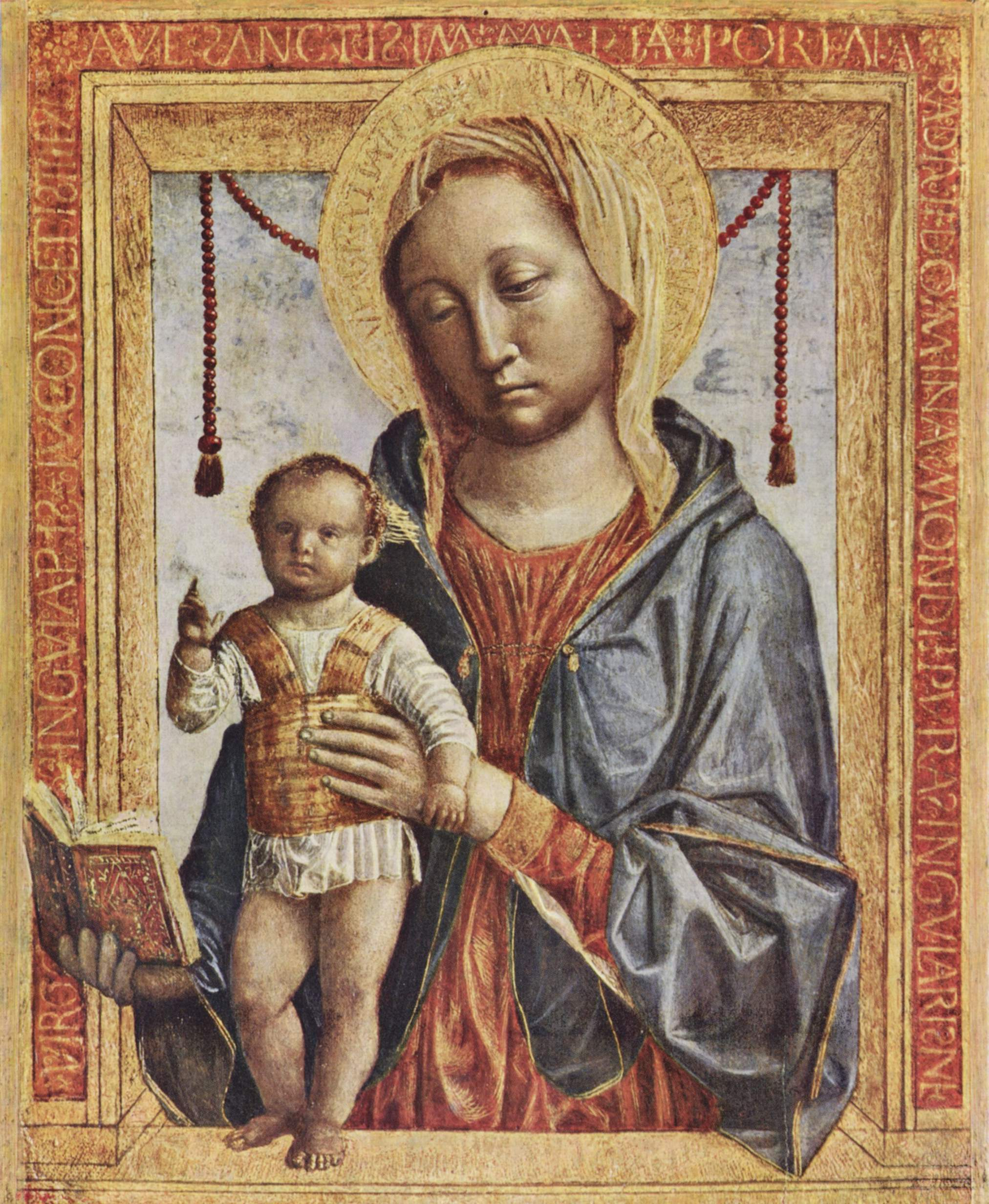
Vincenzo Foppa, Madonna del Libro, 1475 circa

- Vincenzo Foppa, Madonna col Bambino, 1450-1480
- Vincenzo Foppa, Madonna del Libro, 1475 circa
- Vincenzo Foppa, San Teodoro, 1450-1480
- Vincenzo Foppa, Sant'Agostino, 1450-1480
- Vincenzo Foppa, Testa di Santo, 1460-1464
- Vincenzo Foppa, Martirio di san Sebastiano, 1490-1500
- Vincenzo Foppa, San Francesco riceve le stimmate e San Giovanni Battista, 1488-1489 circa
- Pittore lombardo, San Giuseppe, 1495-1500
- Pittore lombardo, Sant'Antonio da Padova, 1495-1500
- Scultore lombardo, quattro medaglioni con Busti di imperatori dal Banco Medici, 1485 circa
- Pittore fiammingo, Ritratto virile, 1475-1499
- Bergognone, Cristo in pietà tra due angeli, 1488-1490
- Bergognone, elemosina di san Benedetto, 1490
- Bergognone, San Girolamo, 1510 circa
- Bergognone, San Rocco, 1505-1510,dono famiglia Cantoni 1914.
- Pittore lombardo, Madonna in trono col Bambino tra i santi Sebastiano e Girolamo, 1510 circa
- Pittore pavese, Busto di santa Caterina d'Alessandria, 1480-1490
- Pittore lombardo, Santa Chiara e Santi Egidio e Nicola da Tolentino, fine del XV secolo
- Maestro della Pala Sforzesca, cinque tondi con santi e apostoli, 1475-1499Francesco Napoletano, Madonna Lia, 1495 Circa

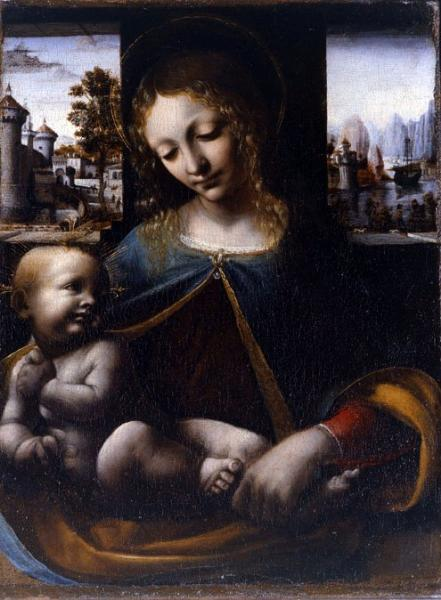
Francesco Napoletano, Madonna Lia, 1495 Circa

- Bernardino Butinone, Tabernacolo con storie della vita e della Passione di Cristo, 1490-1500
- Pittore lombardo, Storie di santa Caterina, 1490-1500 circa
- Bernardino de Conti, Madonna col Bambino, 1495-1500
- Marco d'Oggiono, Madonna col Bambino, san Giovanni e l'angelo (retro grottesche), 1510 circa
- Marco d'Oggiono, Nozze di Cana, 1519-1522
- Andrea Solario, Ritratto femminile, 1505-1507
- Pseudo-Boltraffio, due pannelli con Santi e devoti, 1510-1515
- Pseudo-Boltraffio, Madonna in trono col Bambino, 1510-1515
- Bernardo Zenale (ambito di), Flagellazione, 1515-1520
- Giampietrino, Maddalena, 1520-1530
- Girolamo Giovenone, due pannelli con Santi e devoti, 1508
- Francesco de Tatti, Polittico di Bosto, 1517
- Gaudenzio Ferrari (ambito di), Tavolette di predella, 1530-1550
- Bramantino, Noli me tangere, 1480-1490
- Bramantino, Compianto sul Cristo morto, 1515-1520
- Bambaia, Madonna Taccioli, 1522
- Bernardino Luini, Ercole e Atlante, 1513-1515
- Bernardino Luini, Madonna Oggioni, 1516 circa
- Cesare da Sesto, Polittico di San Rocco, 1523
- Francesco Napoletano, Madonna Lia, 1495 Circa

### Sala XXII
La sala XXII è dedicata a tre opere del Rinascimento italiano.
Opere presenti nella sala:
- Pittore lombardo, Cristo benedicente, 1510 circa
- Pittore veneto, Madonna col Bambino, 1475-1500
- Giacomo Galizzi da Santacroce, Trinità, 1533

### Sala XXIII

Andrea Mantegna, Madonna in gloria e santi Giovanni Battista, Gregorio Magno, benedetto e Girolamo, 1497

La Sala XXIII è dedicata alle opere della collezione Trivulzio e di altre opere provenienti da soppressioni di chiese e monasteri. Vi si trovano soprattutto opere di artisti non lombardi
Opere presenti nella sala:
- Lorenzo Veneziano, Resurrezione, 1371
- Filippo Lippi, Madonna Trivulzio, 1429-1432
- Giovanni Bellini, Madonna col Bambino, 1460-1465
- Carlo Crivelli, San Bartolomeo, 1472
- Carlo Crivelli, San Giovanni Evangelista, 1472
- Antonello da Messina, San Benedetto, 1470 circa
- Bartolomeo Cincani detto il Montagna, Madonna col Bambino, 1480-490
- Andrea Mantegna, Madonna in gloria e santi Giovanni Battista, Gregorio Magno, Benedetto e Girolamo, 1497
- Antonio Solario, Madonna col Bambino e i santi Pietro e Francesco, 1514 circa

### Sala XXIV
La Sala XXIV è dedicata alle opere dalla morte di Francesco II Sforza (1535) alla fine del secolo. Contiene opere controriformate e del manierismo.
Opere presenti nella sala:
- Bronzino, Ritratto di Lorenzo Lenzi, 1527-1528
- Correggio, Madonna Bolognini, 1514-1519
- Correggio, Ritratto di uomo che legge, 1517-1523
- Fede Galizia, Cristo nell'Orto, fine del XVI secolo
- Lucia Anguissola, Autoritratto, 1557

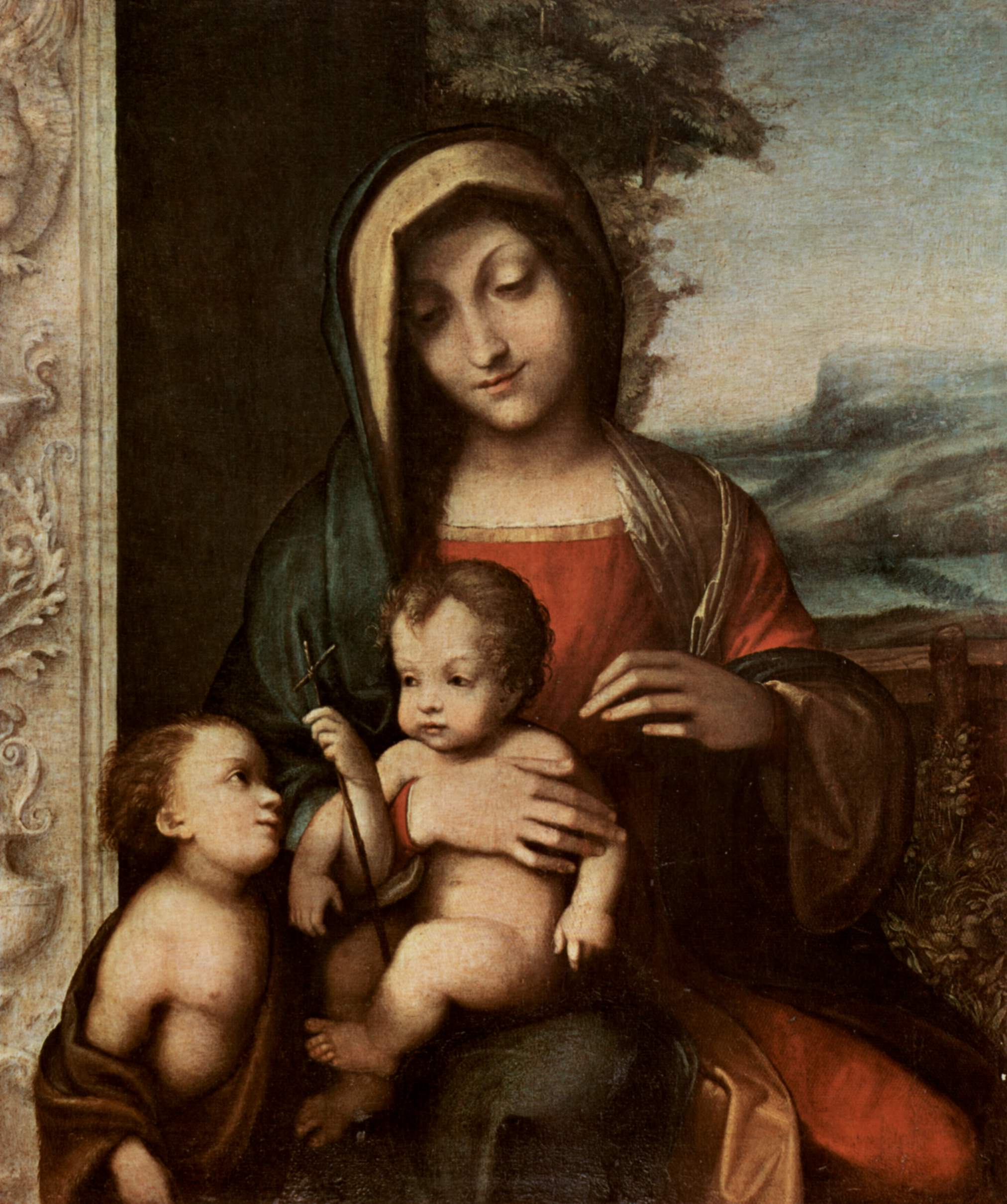
Correggio, Madonna Bolognini, 1514-1519

- Europa Anguissola (attr.), Ritratto di Livia de lanchi, 1550-1575
- Jacopo Nizzola detto il Trezzo, Medaglia di Giannello Torrini, 1555
- Leone Leoni, Medaglia di Ippolita Gonzaga, 1551
- Jacopo Nizzola detto il Trezzo, Medaglia di Isabella Capua Gonzaga, 1552 circa
- Leone Leoni, Medaglia di Ferrante Gonzaga, 1555-1556
- Annibale Fontana, Medaglia di Giovanni Battista Castello, 1558-1560 circa
- Pompeo Leoni, Medaglia di Francisco Fernández de Liébana, 1575
- B. S., Medaglia di Prospero Visconti, 1582
- Pellegrino Tibaldi, Santa Margherita d'Antiochia, 1558-1561
- Pellegrino Tibaldi, San Giorgio, 1558-1561
- Giovanni da Monte (attr.), Cristo deriso, 1565-1570 circa
- Antonio Campi, Martirio di san Sebastiano, 1575
- Bernardino Campi, Sant'Ugo di Lincoln e il beato Guglielmo da Fenoglio, 1576
- Bernardino Campi, Sant'Ugo di Grenoble e san Bruno, 1576
- Bernardino Campi, Cristo crocefisso, 1584-1591
- Aurelio Luini, Episodio del martirio di san Vincenzo, ante 1587
- Camillo Procaccini, Martirio di sant'Agnese, 1590-1592
- Malosso, Adorazione dei pastori coi santi Francesco e Chiara, 1580 circa
- Pittore cremonese, Ritratto di bambina, 1550-1575

### Sala XXV
La Sala XXV ospita opere veneziane e lombarde, ispirate dalla cultura veneta. Risalgono quasi tutte al XVI secolo.
Opere presenti nella sala:

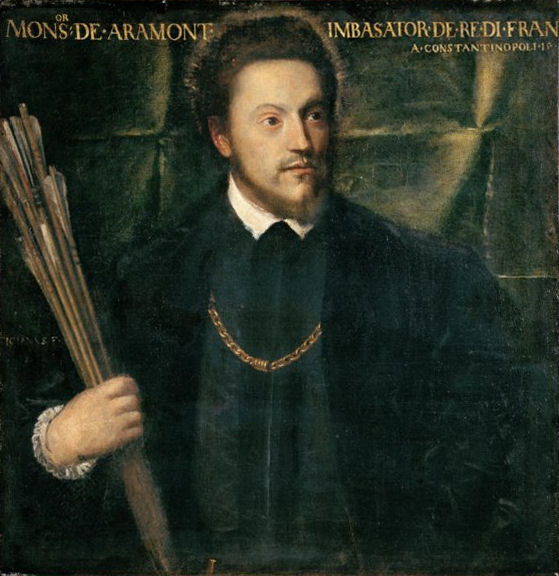
Tiziano Vecellio, Ritratto dell'ambasciatore Gabriel de Luetz d'Aramont, 1541-1542.

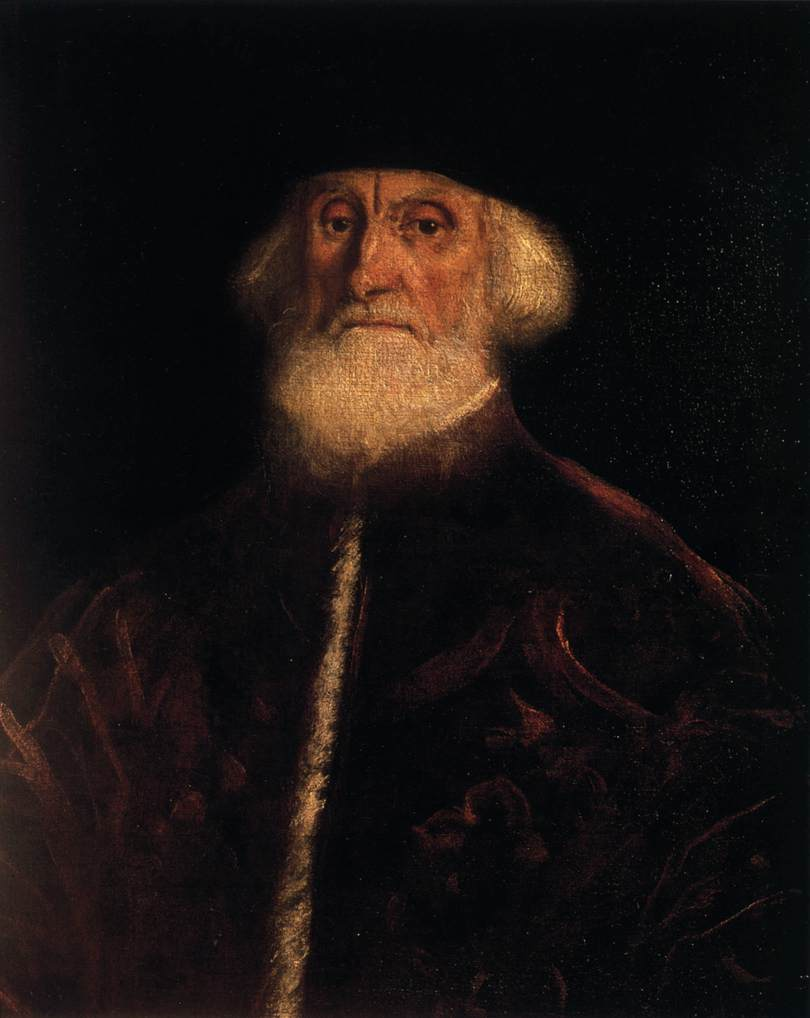
Tintoretto, Ritratto del procuratore Jacopo Soranzo, 1550-1551

- Giovanni Bellini, Ritratto del poeta Raffaele Zovenzoni, 1467 circa
- Lorenzo Lotto, Ritratto di giovane con libro, 1526 circa
- Bernardino Licinio, Ritratto di donna che regge un'effige di defunto, 1525-1528
- Antonio Sacchiense, Ritratto di gentiluomo con cagnolino, 1530
- Agostino Galeazzi, Ritratto di gentiluomo, 1540 circa
- Giovanni Busi detto Cariani, Ritratto di devota, 1530-1535
- Giovanni Busi detto Cariani, Lot e le figlie, 1540 circa
- Romanino, Madonna in trono col Bambino tra i santi Francesco, Antonio da Padova e un donatore, 1528-1529
- Moretto, Sant'Antonio da Padova, 1530 circa
- Moretto, San Giovanni Battista, 1542-1545
- Moretto, Geremia, 1542-1545
- Moretto, Sant'Orsola e le compagne, 1537
- Giovan Battista Moroni, Martirio di san Pietro da Verona, 1555-1560
- Giovan Battista Moroni, Ritratto di Giorgio Passo, 1569
- Giovan Battista Moroni, Ritratto di Bartolomeo Colleoni, 1566-1569
- Tiziano Vecellio, Ritratto dell'ambasciatore Gabriel de Luetz d'Aramont, 1541-1542
- Tintoretto, Ritratto del procuratore Jacopo Soranzo, 1550-1551
- Tintoretto, Testa virile, 1546-1548
- Domenico Robusti, Ritratto virile, 1580-1590
- Carlo Caliari, Martirio di santa Giuliana, 1595
- Bottega di Francesco da Ponte, Incoronazione di spine, 1583
- Bottega di Francesco da Ponte, Flagellazione di Cristo, 1583
- Leandro da Ponte, Ritratto d'uomo, 1600-1610

### Sala XXVI

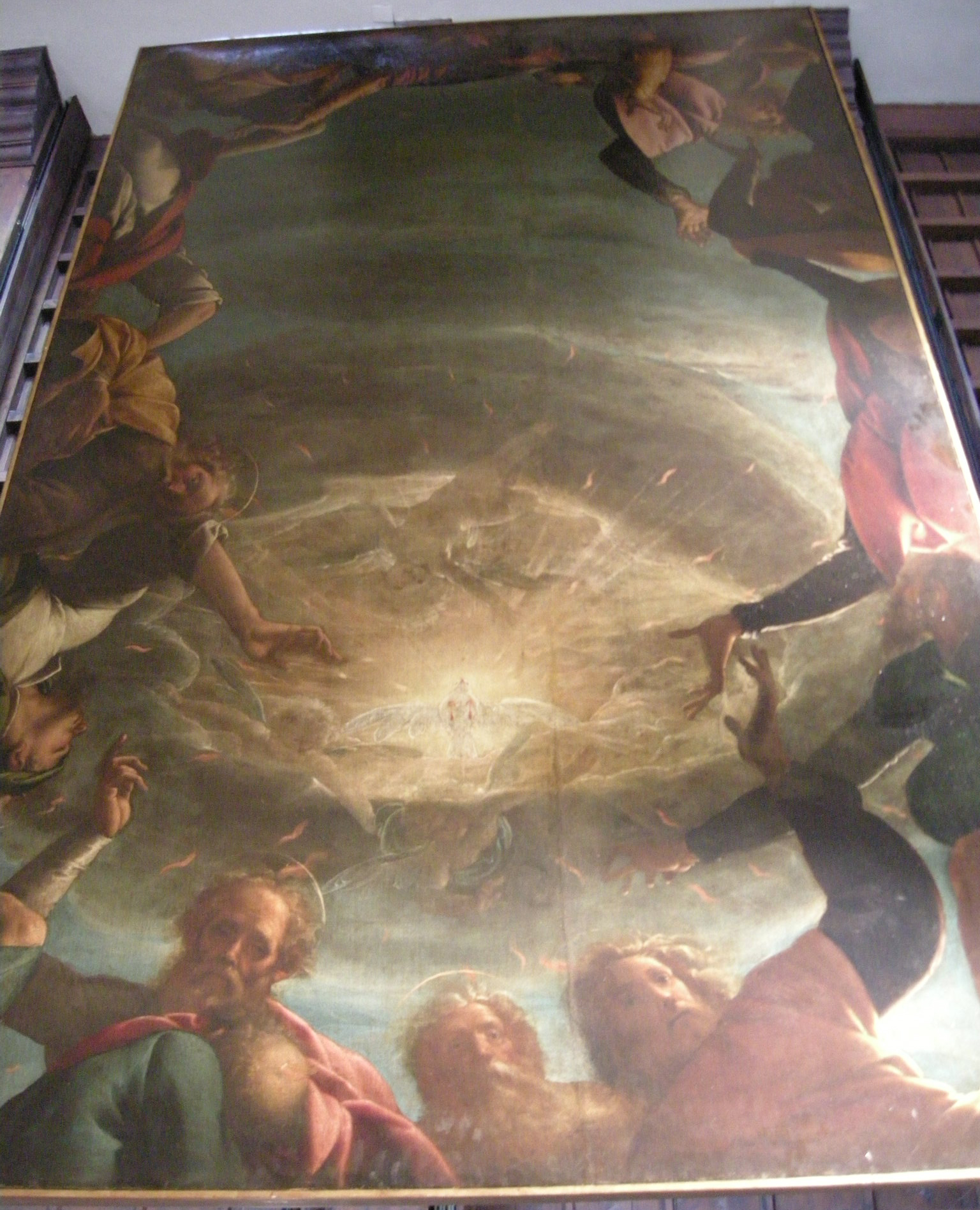
Morazzone, Pentecoste, 1615 circa

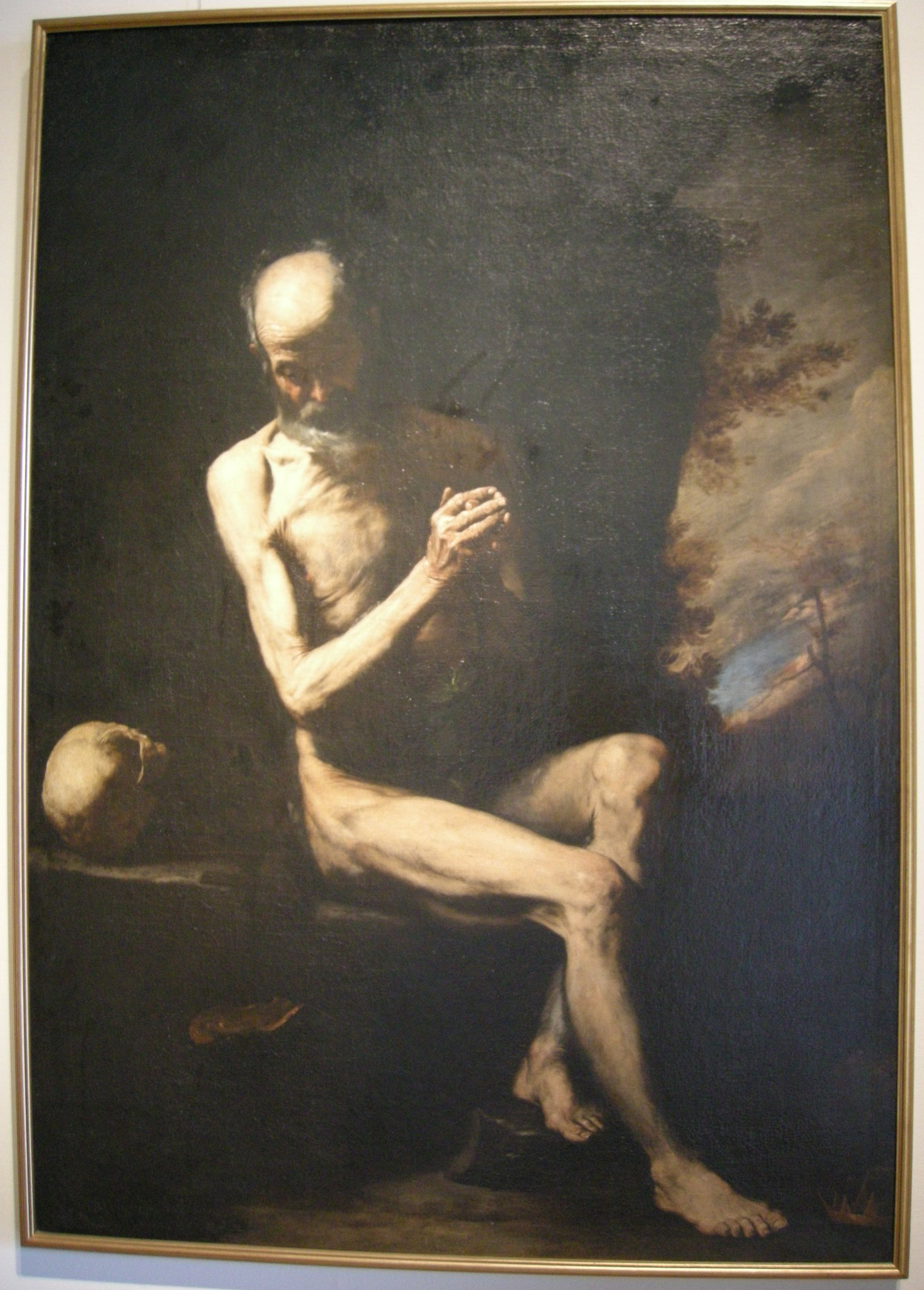
Jusepe de Ribera detto lo Spagnoletto, Santo eremita, 1650 circa

La Sala XXVI è dedicata alle opere del XVII e XVIII secolo.
Nella prima parte della sala sono ospitate il ciclo di tele che costituivano la decorazione della cappella del tribunale di provvisione, che aveva sede all’interno del Palazzo dei Giureconsulti, terminato dall’architetto Vincenzo Seregni nella seconda metà del Cinquecento, e dedicata a San Giovanni Battista e a Sant’Ambrogio:
- Pier Francesco Mazzucchelli detto il Morazzone, Santa Trinità adorata dagli angeli
- Costantino che riceve i resti degli strumenti della Passione di Giulio Cesare Procaccini,
- Sant'Ambrogio e il miracolo delle api di Paolo Camillo Landriani detto il Duchino,
- San Barnaba e San Sebastiano attribuiti a Giulio Cesare Procaccini,
- San Giovanni Battista del Cerano,
- San Carlo Borromeo già attribuito a Giovan Battista Crespi,
- San Rocco del Morazzone,
- San Gervaso e San Protaso di Camillo Procaccini,
- San Gerolamo del Moncalvo

Oltre ai dipinti di piccolo formato: Sant’Ambrogio, Sant’Agostino, Sant’Antonio da Padova, di Carlo Francesco Nuvolone,  San Francesco d’Assisi del Cerano, un Santo vescovo, la Madonna e il Salvatore benedicente del Moncalvo.
Altre opere presenti nella sala:
- Enea Salmeggia, Madonna in gloria col Bambino e i santi Ambrogio e Carlo Borromeo, 1603
- Enea Salmeggia, Madonna col Bambino in gloria e i santi Rocco, Francesco e Sebastiano, 1604
- Guglielmo Caccia detto il Moncalvo, Madonna col Bambino, 1620-1630
- Hans Rottenhammer, Arcangelo Michele che calpesta il demonio, ante 1606
- Giovanni Battista Crespi detto il Cerano, San Michele Arcangelo, 1605-1610
- Giovanni Battista Crespi detto il Cerano, due pannelli con Storie di San Francesco, 1610-1620
- Joachim Wtewael, Steven de Witt, ante 1622
- Joachim Wtewael, Johan de Witt, ante 1622
- Pittore fiammingo, Ritratto virile a mezzo busto, 1578
- Pittore fiammingo, Ritratto di giovinetto, 1607
- Pittore olandese, Ritratto virile a mezzo busto, 1610 circa
- Pittore olandese, Ritratto femminile, 1630-1640
- Pittore olandese, Ritratto maschile, 1630-1640
- Pittore nordico, Ritratto di Elisabetta di Boemia, 1630 circa
- Giulio Cesare Procaccini, Adorazione dei Magi, dopo il 1610
- Giulio Cesare Procaccini, Giuditta e Oloferne, 1620 circa
- Giulio Cesare Procaccini, Sacra Famiglia, 1615-1619
- Morazzone, Angelo che regge un calice, dopo il 1614
- Morazzone, Fucina di Vulcano, dopo il 1599
- Daniele Crespi, Martirio di santo Stefano, dopo il 1622
- Daniele Crespi, Adorazione dei pastori, 1623-1625
- Daniele Crespi, Ritratto del chirurgo Enea Fioravanti, dopo il 1625
- Giuseppe Vermiglio, San Sebastiano, dopo il 1635
- Giuseppe Vermiglio, Sacrificio di Isacco, dopo il 1621
- Pittore lombardo, Apollo e Marsia, 1630 circa
- Giovanni Battista Crespi detto il Cerano, San Giovanni Battista, dopo il 1605
- Giulio Cesare Procaccini, San Barnaba, 1610-1620
- Giulio Cesare Procaccini, San Sebastiano, 1610-1620
- Giulio Cesare Procaccini, Costantino riceve i resti degli strumenti della Passione, 1620
- Morazzone, San Rocco, 1608 circa
- Morazzone, Pentecoste, 1615 circa
- Guglielmo Caccia detto il Moncalvo, San Girolamo e l'angelo, 1625
- Melchiorre Gherardini (attr.), San Carlo Borromeo, 1630 circa
- Francesco Cairo, Orazione nell'orto, 1633-1635
- Francesco Cairo, san Francesco in estasi, 1633-1635
- Francesco Cairo, Santa Cristina, dopo il 1638
- Francesco Cairo, Ritratto di poeta, 1645 circa
- Valerio Castello, Decollazione del Battista, 1645 circa
- Carlo Francesco Nuvolone, San Giuseppe col Bambino, 1638 circa
- Carlo Francesco Nuvolone, Immacolata concezione, 1636-1640
- Carlo Francesco Nuvolone, Sant'Antonio da Padova, 1643 circa
- Carlo Francesco Nuvolone, Cefalo e Procri, 1645-1650
- Carlo Francesco Nuvolone, Madonna col Bambino, 1645-1650
- Carlo Francesco Nuvolone, Ritratto di sacerdote, 1660-1670
- Giovan Battista Discepoli, Adorazione dei Magi, 1652-1653
- Cesare Fiori, Medaglia di Gian Galeazzo Trotti, 1670
- Gioacchino Francesco Travani, Medaglia di Alfonso Litta, 1672
- Giuseppe Vismara, Medaglia di Bartolomeo Arese, 1675 circa
- Cesare Fiori, Medaglia di Vercellino Maria Visconti, 1677
- Cesare Fiori, Medaglia di Pietro Paolo Caravaggio, 1677
- Giuseppe Vismara, Medaglia di Pietro Paolo Caravaggio, 1679
- Cesare Fiori, Medaglia di Enriquez de Cabrera e Toledo Giovanni Tomaso, 1679
- Pittore nordico, Ritratto di ragazzo col cappello in mano, 1633
- Carlo Ceresa, Ritratto della nobildonna Angelica Alessandri, 1643
- Pittore lombardo, Ritratto di Carlo Vezoli, 1654
- Jacob Ferdinand Voet (attr.), Ritratto di Ortensia Mancini, duchessa di Mazzarino, 1676-1680
- Pittore lombardo, Cantante alla spinetta (Vanitas), 1650 circa
- Simone del Tintore, due Nature morte, 1650 circa
- Giuseppe Volò detto Vincenzino (attr.), due Nature morte, 1690-1700
- Giovanni Stefano Danedi, Erodiade presenta la testa del Battista a Erode, 1635
- Giovanni Stefano Danedi, Monetieri a lavori nella zecca con sant'Eligio e la Madonna col bambino, 1640 circa
- Giovanni Stefano Danedi, Didone abbandonata, 1640 circa
- Giovanni Stefano Danedi, Venere e Adone, 1650 circa
- Giovanni Stefano Danedi, Apollo e Marsia, 1665 circa
- Filippo Abbiati, Virginia uccisa dal padre, 1685
- Filippo Abbiati, Trompe-l'oeil con stampe, 1690
- Carlo Preda, Santa Caterina nello studio, 1694
- Carlo Preda, rogo dei filosofi, dopo il 1694
- Carlo Preda, Santa Caterina visitata in carcere dall'imperatrice Faustina, dopo il 1694
- Alessandro Turchi detto Orbetto, Cristo morto compianto dagli angeli, 1617 circa
- Gerolamo Forabosco, Madonna col Bambino, ante 1660
- Giacinto Gimignani, Urania (Astronomia), 1652 circa
- Spagnoletto, Santo eremita, 1650 circa
- Pietro Bellotti, Vecchio bevitore, 1700
- Alessandro Magnasco e collaboratori, Mercato del Verziere, 1733 circa
- Alessandro Magnasco e Antonio Francesco Peruzzini, Burasca con ponte, ante 1700
- Alessandro Magnasco e Antonio Francesco Peruzzini, Burasca con frati e scaricatori, ante 1700
- Fra Galgario, Ritratto di giovane in veste di scultore, 1730 circa
- Fra Galgario, Ritratto di giovane in veste di artista, 1730 circa
- Fra Galgario, Ritratto di frate, 1732 circa
- Fra Galgario, Autoritratto, 1732
- Antonio Lucini, Ritratto di Claudio Antonio Strada, 1722-1724

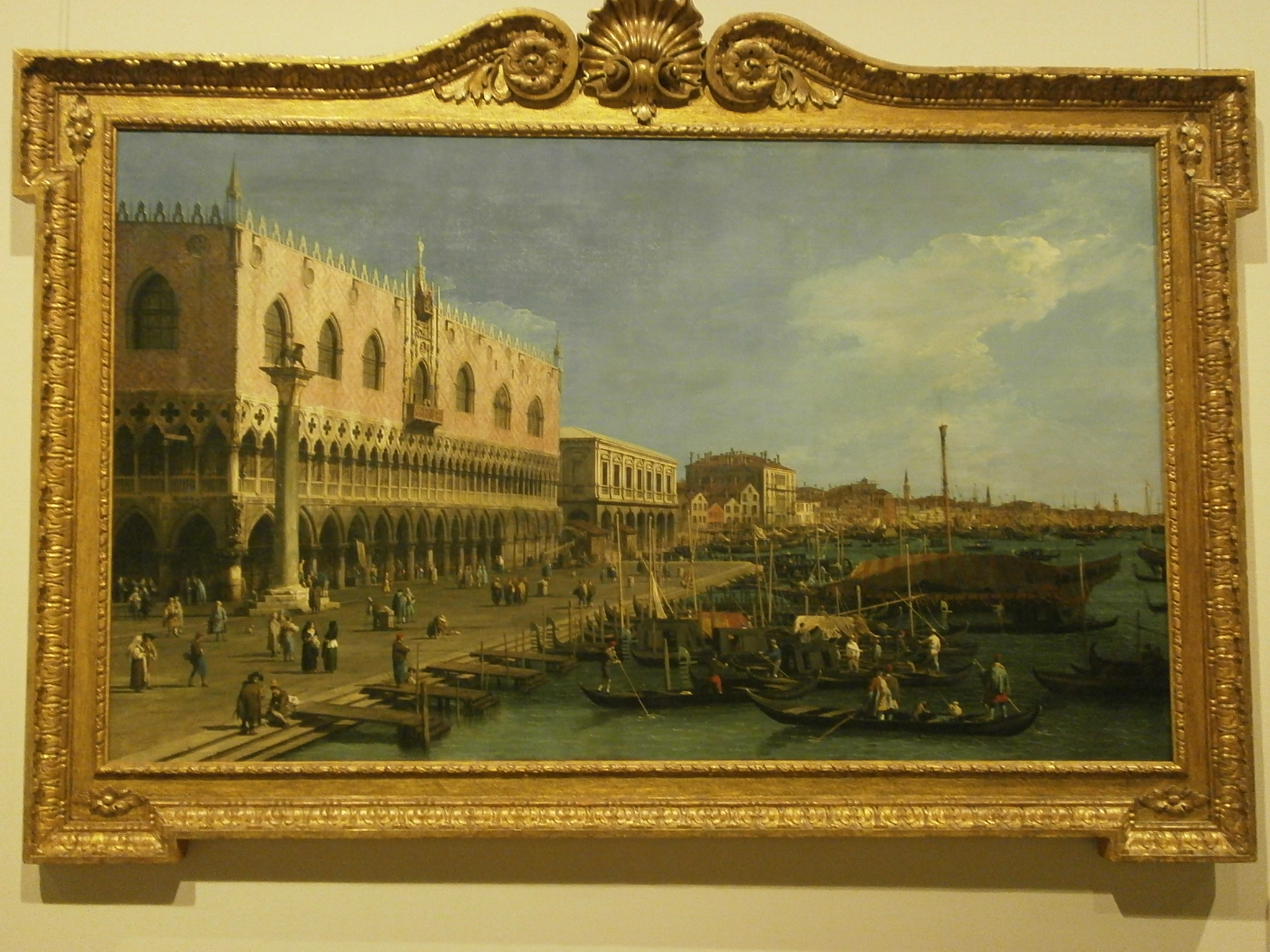
Canaletto, Il Molo verso la Riva degli Schiavoni con la colonna di San Marco, ante 1742

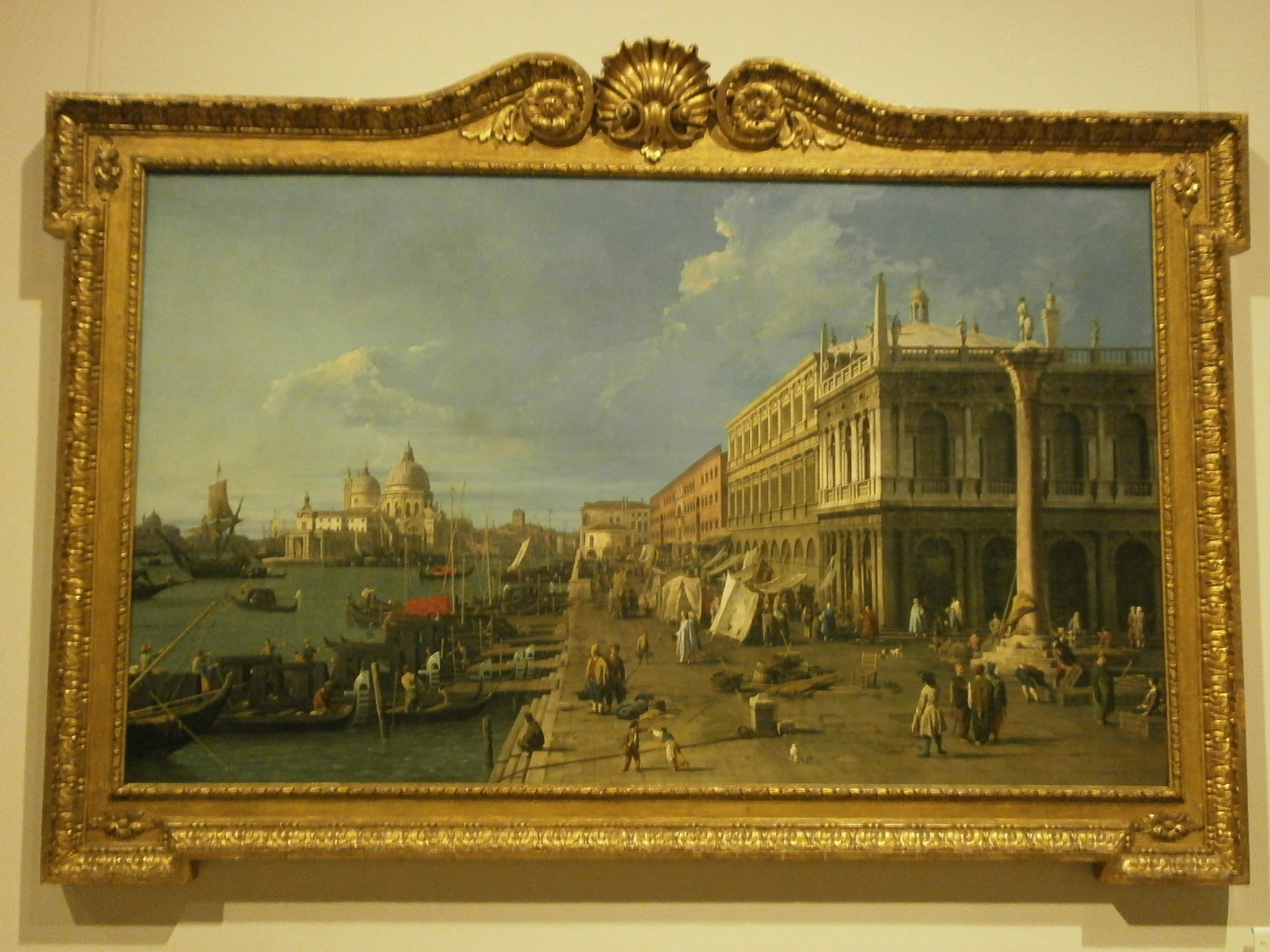
Canaletto, Il Molo verso la Zecca con la colonna di San Teodoro, ante 1742

- Pitocchetto, Ritratto di sacerdote, 1750 circa
- Pitocchetto e bottega, Ritratto di gentiluomo, 1750 circa
- Pitocchetto e bottega, Ritratto di giovinetto, 1750 circa
- Pitocchetto, Filatrice e contadino con gerla, 1765 circa
- Pitocchetto, Ritratto di gentiluomo, 1767 circa
- Paolo Pagani, Sacra famiglia con Snat'Antonio da Padova, 1714 circa
- Sebastiano Ricci, Tentazione di sant'Antonio, 1694-1696
- Sebastiano Ricci, Apoteosi di san Sebastiano, dopo il 1694
- Giambattista Tiepolo, Madonna col Bambino e quattro santi francescani, 1716 circa
- Giambattista Tiepolo, Comunione di santa Lucia, 1748 circa
- Canaletto, Il Molo verso la Riva degli Schiavoni con la colonna di San Marco, ante 1742
- Canaletto, Il Molo verso la Zecca con la colonna di San Teodoro, ante 1742
- Bernardo Bellotto, Palazzo dei Giureconsulti e Broletto a Milano, 1744
- Francesco Guardi, Burrasca, 1775-1790
- Francesco Guardi, Capriccio architettonico con piramide e architrave, 1775 circa
- Francesco Guardi, Capriccio architettonico con rovine romane e laguna, 1775 circa
- Francesco De Mura, Eredità di Alessandro, dopo il 1758
- Francesco De Mura, Partenza di Enea, 1760 circa
- Carlo Amalfi (ambito di), Famiglia di musici, 1760 circa
- Jean-Marc Nattier, Ritratto di Barbara Luigia d'Adda, 1747
- Carlo Innocenzo Carloni, Glorificazione del duca Ludovico Eberardo del Württemberg, 1730-1733
- Carlo Maria Giudici, Gloria di san Francesco di Paola, 1760-1770
- Angelo Maria Crivelli detto Crivellone, Volpe e gatto tra volatili, 1690-1700
- Angelo Maria Crivelli detto Crivellone, Animali da cortile, 1690-1700
- Francesco Londonio, Pastori con pecore e asinelli, 1763
- Francesco Londonio, Pastore che beve, pastora con cesto, asino, pecore e capre, 1762 circa
- Francesco Londonio, Scena pastorale, 1762 circa
- Francesco Londonio, Due contadini in riposo, 1765 circa
- Francesco Londonio, Vecchia contadina filatrice accanto al bestiame, 1775 circa
- Francesco Londonio, Scena campestre con pastori e capre, 1770
- Francesco Londonio, Autoritratto, 1770 circa